# سیارک ۹۲۹۵
سیارک ۹۲۹۵ (به انگلیسی: 9295 Donaldyoung، نامگذاری:1983RT1) نه هزار و دویست و نود و پنجمین سیارک کشف شده‌است که در ۲ سپتامبر ۱۹۸۳ کشف شد.
قدر مطلق سیارک برابر ۱۴٫۳۰ است.